# Klemen Štrajhar
Klemen Štrajhar, född 20 augusti 1994, är en slovensk bågskytt. Han deltog vid olympiska sommarspelen 2012.